# You Lost Me
"You Lost Me" é uma canção da cantora norte-americana Christina Aguilera, gravada para o seu sexto álbum de estúdio Bionic. Foi composta pela própria Aguilera, Sia Furler, Samuel Dixon e produzida por este último. A sua gravação decorreu em 2010 nos estúdios Kilburn Lane em Londres, Inglaterra e The Red Lips Room em Beverly Hills, na Califórnia. Considerada uma balada, a sua sonoridade é composta através de piano, junta ainda acordes de guitarra e baixo. Liricamente, o tema fala sobre um homem traidor que deixou o mundo, numa visão da artista, "infectado". Numa entrevista, a cantora falou sobre o tema, definindo-o como o "coração do disco".
A canção foi lançada digitalmente a 25 de Junho de 2010 na loja iTunes, sendo posteriormente enviada para as rádios norte-americanas através da RCA Records quatro dias depois para servir como terceiro e último single do seu quarto disco de originais. A recepção por parte da crítica em relação à música foi positiva, em que alguns observaram a faixa como um dos destaques do álbum por ser um retorno a Aguilera no tempo antes do seu single anterior, "Not Myself Tonight". Comercialmente, após o seu lançamento, a obra teve um desempenho fraco nas tabelas musicais e foi a primeira da carreira de Christina a não conseguir entrar na Billboard Hot 100 dos Estados Unidos. No entanto, conseguiu liderar na Dance/Club Play Songs do mesmo território. Internacionalmente, o caso de pouco sucesso nas vendas repetiu-se ao não ultrapassar as vinte mais vendidas da Bélgica, Eslováquia e do Reino Unido. 
O vídeo musical, dirigido por Anthony Mandler, foi lançado a 22 de Julho de 2010 através do serviço VEVO. As cenas retratam a letra da música, começando com a cantora numa sala danificada, seguindo-se uma área cheia de carvão, e em terceiro lugar um quarto azul e branco onde um homem a tenta agarrar mas sem sucesso. Os analistas dos média consideraram um bom retorno de "Not Myself Tonight", e elogiaram no geral, a aparência de Aguilera no teledisco. A sua divulgação passou por actuações ao vivo em programas de televisão, como American Idol, Late Show with David Letterman, Today e The Early Show.

## Antecedentes

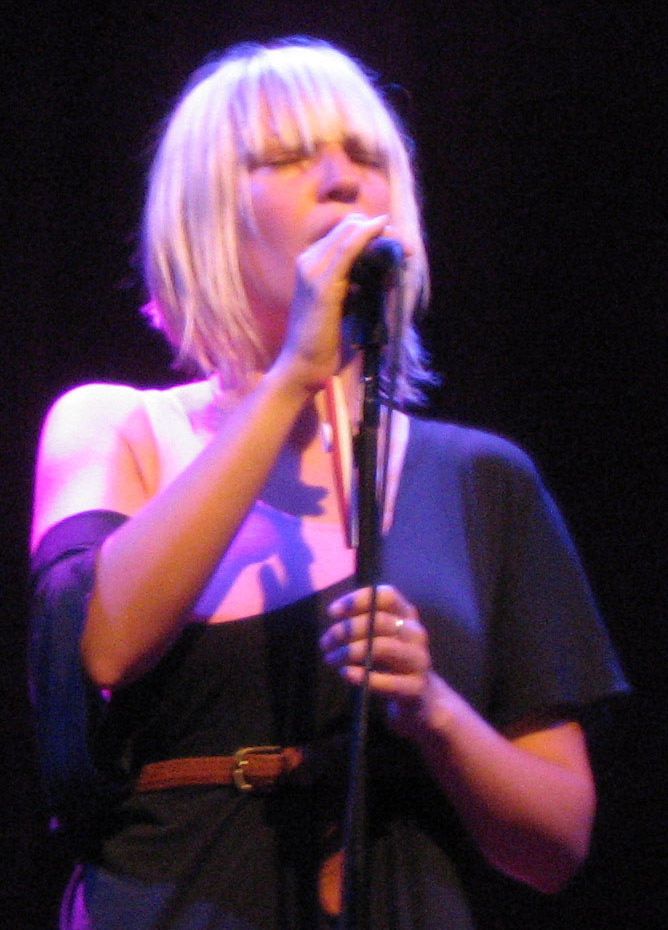
A australiana Sia (foto) co-escreveu a canção em conjunto com Aguilera e Samuel Dixon.

Sia Furler afirmou que a equipa de Aguilera entrou em contacto para discutir a possibilidade de ambas trabalharem juntas. A artista australiana afirmou que "Christina tinha umas quantas músicas da banda Zero 7 e sabia que tinha escrito para eles". "A minha equipa nem sabia o seu nome! Eles chamaram-na de 'Christine' com um "e" no final ao invés de um "a". Aposto que deixou o seu pessoal chateado", afirmou Furler. Antes desta colaboração, Sia já tinha pedido aos seus intendentes para contactar Aguilera e falar-lhe numa parceria para a sua canção "Death by Chocolate" que foi incluída no disco Some People Have Real Problems, contudo, não aconteceu. Mais tarde, Christina revelou ser fã do trabalho de Furler: "Fiquei emocionada ao saber que ela também queria trabalhar em conjunto e, por sua vez, que era uma fã minha". A administração da cantora norte-americana contactou Sia e perguntou-lhe se poderia participar numa conversa telefónica com Aguilera. A artista afirmou que perguntou, basicamente, que tipo de trabalho ela queria.
Mais tarde, Furler foi colocada na lista dos favoritos para trabalhar em Bionic. A compositora australiana foi requisitada para as primeiras sessões de gravação do trabalho, e em conjunto com Samuel Dixon, escreveu quatro faixas para o mesmo: "All I Need", "I Am", "Stronger Than Ever" e "You Lost Me", sendo que a última foi descrita como o "coração do álbum". Após a colaboração, Sia falou com a revista norte-americana Billboard sobre a experiência de trabalhar com Aguilera, afirmando o seguinte:
| “ | Ela estava muito animada para começar a trabalhar com os artistas que ela gosta. Há essa ideia errada de que ela é uma espécie de pessoa meia-americana. Mas ela é um pouco mais moderna. Vamos a sua casa e se nos sentar-mos junto à lareira com um pouco de vinho, o que está a tocar na sua aparelhagem? The Knife e Arthur Russell. Ela não ouve música pop. | ” |

## Lançamento e divulgação
No dia 22 de Junho, Aguilera anunciou oficialmente no seu sítio oficial na Internet que "You Lost Me" serviria como terceiro single de Bionic. Três dias após a revelação, a obra foi disponibilizada em formato digital na iTunes Store de vários países, como a Bélgica, Brasil, Noruega e Portugal. No dia 29 do mesmo mês, a RCA Records enviou o tema para impactar nas rádios norte-americanas como parte da sua promoção. Posteriormente, foi ainda editado um extended play na mesma loja da Apple que continha mais duas remisturas e o vídeo musical. Finalmente, o tema ainda foi comercializado em CD single em países europeus, como a Alemanha.
Como parte da sua divulgação, a música foi interpretada ao vivo pela primeira vez a 26 de Maio durante a final do programa American Idol em 2010, acompanhada por um piano e instrumento de corda "sombrio", com o cabelo de Christina puxado para trás em cachos, com um penteado estilizado para a capa de Bionic, e vestida com um "conjunto preto recatado". A artista começou suavemente a cantar as letras do primeiro verso, sendo que de seguida o canal MTV observou que "ganhou força", da forma como a música "se ouvia atrás da sua voz". A meio do desempenho, de acordo com James Montgomery, a intérprete estava envolta num ambiente "esfumaçado e solene", interpretando a melodia "com os olhos fechados e braço direito estendido". Os seus vocais cresceram à medida que a música se aproximava do final. A actuação ganhou uma grande ovação do público presente na plateia do concurso norte-americano e a MTV afirmou que "ficou claro que Aguilera ainda tem tudo o que precisa para ir contra tudo e todos".
A artista também se apresentou no The Today Show durante um mini-concerto em Nova Iorque; contudo, a performance não foi transmitida no especial. Mais uma vez, MTV elogiou o desempenho de Christina, considerando que "trouxe uma atmosfera subtil e suave da forma como cantou a balada". A 11 de Junho de 2010, Aguilera voltou a actuar no The Early Show, em que Robbie Daw do portal Idolator afirmou que "a loira potência vocal vestiu um casaco parcialmente transparente e cantou as suas novas músicas 'Not Myself Tonight' e 'You Lost Me'". A faixa foi novamente interpretada no programa Late Show with David Letterman, em que a cantora apresentou um visual inspirado nos anos 1950, com batom vermelho e um microfone brilhante a combinar com a indumentária.

## Estilo musical e letra
"You Lost Me" é uma canção de tempo moderado de movimento balada pop, produzida pelo australiano Samuel Dixon. A sua gravação esteve a cargo de Dixon, Jimmy Hogarth e Cameron Craig em 2010, nos estúdios Kilburn Lane em Londres e The Red Lips Room em Beverly Hills na Califórnia. A sua composição foi construída com acordes de guitarra e piano por Dixon e vocais fortes de Aguilera captados por Oscar Ramirez. Os arranjos e gravação de instrumentos de corda foram concebidos por Oliver Kraus e o processo de mistura por Manny Marroquin, com assistência de Christian Plata e Erik Madrid. Por fim, Felix Bloxsom  completou o trabalho com bateria, percussão e Hogarth com guitarra acústica e eléctrica. A versão single da faixa, uma edição de rádio produzida por Danja, inclui uma "batida subtil" e foi comparada a músicas de Phil Spector, e a outros registos como "Unchained Melody" e "The Long and Winding Road".
A letra foi escrita por Aguilera, Sia Furler e Samuel. De acordo com a partitura publicada pela EMI Music Publishing, a música foi escrita em compasso simples com um metrónomo de cinquenta batidas por minuto. Composta na nota lá menor com o alcance vocal que vai desde da nota baixa de mi bemol para a nota de alta de mi de cinco oitavas. Liricamente, o tema fala sobre um homem traidor que deixou o mundo, numa visão da artista, "infectado". Uma das compositoras da obra, Sia, falou numa entrevista ao portal Idolator sobre o processo de escrita de algumas canções para Bionic, incluindo "You Lost Me":
| “ | Foram quatro. Acho que se chamam 'I Am', 'All I Need', 'You Lost Me', e algo do género 'Stronger'. Mas não sei se 'Stronger' será o nome final. Foi apenas o nome atribuído primariamente. Normalmente, durante o processo de composição, damos um certo nome e depois ela altera ou não consoante o seu gosto. | ” |

## Recepção pela crítica
| Críticas profissionais | Críticas profissionais |
| Avaliações da crítica  | Avaliações da crítica  |
| Fonte                  | Avaliação              |
| ---------------------- | ---------------------- |
| Digital Spy            | [ 17 ]                 |
| Unreality Shout        | [ 22 ]                 |

Após o seu lançamento, a música recebeu críticas positivas por parte dos média especializados. Elysa Gardner do diário USA Today considerou que as baladas foram os destaques do disco, ao afirmar o seguinte: "Quando Bionic ultrapassa a fase do sexo, é quando Aguilera causa uma maior impressão. Nas baladas 'I Am' e You Lost Me', ela oferece, respectivamente, a sua alma para um amante e, depois de uma traição, recupera-a, fazendo soar como matéria-prima, como uma ferida aberta. A sua beleza subtil aqui pode surpreender os fãs e os críticos". Mesfin Fekadu do jornal Northwest Herald concordou com Gardner e complementou que o tema é "excepcional e demonstra a voz poderosa da cantora". Leah Greenblatt da revista Entertainment Weekly realçou que os esforços de Sia no disco transformaram "Aguilera numa quase Fiona Apple, uma tocha nas baladas encantadoras sequenciais 'All I Need' e 'You Lost Me'".
Genevieve Koski do The A.V. Club afirmou que era o melhor trabalho de Bionic, ao contrário de Robert Copsey do sítio Digital Spy que foi o mais crítico em relação à melodia, afirmando que o seu desempenho na música não tem a sinceridade exibida em 'Hurt' ou 'Oh Mother', por exemplo. Copsey, que atribuiu três estrelas de cinco possíveis, concluiu que afinal a artista continuava "confiante" como sempre estivera. Dara Hickey do portal Unreality Shout deu uma pontuação de duas estrelas e meia, afirmou que "You Lost Me" "é minimamente instrumental", adjectivando-a como uma "balada preguiçosa que foi claramente atirada para o álbum à última hora para torná-lo mais 'Christina', porque a RCA deve ter percebido que queria um trabalho mais 'conceptual' perto da data de conclusão".

## Vídeo musical

### Antecedentes e lançamento
O vídeo musical foi dirigido por Anthony Mandler, que também produziu todo o conceito. Numa entrevista, Mandler falou sobre a sua visão do projecto, afirmando o seguinte: "Desde das primeiras notas do início da faixa, sabíamos que estávamos prestes a assistir a algo que nos iria mover e transformar. No final, viajámos pelo mundo de Christina. Um que é carregado física, mental e espiritualmente. Nada é o que parece. É envolvente... frágil". Aguilera considerou que o teledisco gira em torno da teatralidade, ao contrário do seu trabalho anterior para "Not Myself Tonight":
| “ | Eu adoro uma grande produção e alguns dos meus estilos de maquilhagem mais elaborados, mas nesta canção em particular... era muito importante que interpretasse a simplicidade da emoção crua que ocorre dentro da música em si e não qualquer tipo de teatralidade envolvida. | ” |

 A cantora falou ainda sobre as várias cenas mostradas ao longo da curta-metragem, afirmando que "é exactamente o que queríamos ter mostrado sobre a visão da música". "Estou a ser literalmente rasgada. Quando tirar a minha camisa, é o momento em que digo 'Estou a tomar o controlo da situação'", explicou a artista. A concepção do projecto incluiu ainda 200 libras de carvão. O seu lançamento ocorreu a 22 de Julho de 2010 através do serviço VEVO.

### Sinopse

Ao longo do teledisco para "You Lost Me", Aguilera é mostrada deitada num quarto coberto de carvão negro, a chorar e fazendo com que o rímel escorra pela sua face.

A trama, com uma duração superior a quatro minutos, começa com a câmara lentamente a revelar o cano de uma arma, atrás da qual aparece gradualmente Aguilera com cabelos de cor morango-loiro e batom vermelho, começando a interpretar a canção. À medida que o vídeo avança, é revelado o vestido preto da artista e a sua localização num quarto com colchões rasgados e móveis colocados aleatoriamente. No quarto, Christina caminha para perto de uma cama, na qual ela passa com a sua mão. Posteriormente, a sua cor muda de uma forma colorida para um tom metálico em algumas transições. A cantora sai da sala cheia de móveis, enquanto caminha em cima de blocos de carvão vegetal, para uma montanha onde acaba por chorar. Enquanto se move, a intérprete torna-se cada vez mais descolorida e a tonalidade do céu altera de escuro para laranja, enquanto uma figura masculina sem camisa aparece e agarra a cantora no chão em carvão, mas esta luta para que o individuo a largue. No final, a artista canta as linhas "Sinto que o nosso mundo foi infectado, e de alguma forma deixaste-me negligenciada", ao mesmo tempo que uma imagem dos ombros da jovem passa num fundo azul e branco com partículas brancas a desaparecer e assinalar o final do teledisco.

### Recepção
Monica Hererra da revista Billboard notou que representava o seu regresso como cantora. Hererra confidenciou que esperava que o vídeo tirasse as dúvidas aos críticos que na altura do lançamento de Bionic afirmaram que Aguilera estaria a imitar Lady Gaga. Bill Lamb do portal About.com também assumiu que o projecto seria como um bem-vindo retorno para Christina, ao escrever que "o vídeo dirigido por Anthony Mandler, mais conhecido por muitos dos sucessos de Rihanna, soava e parecia um poderoso retorno de Christina Aguilera [...] maravilha, mais uma vez uma das cantoras mais poderosas a nível vocal da música pop". A equipa do sítio Idolator observou que o efeito de Mandler sobre o teledisco foi positivo, afirmando o seguinte: "Estávamos à espera deste vídeo desde que Christina cantou a canção na final do American Idol, e o ás Anthony Mandler promoveu bem a canção, encobrindo-a com climas atmosféricos simples, mas escuros". Nicole Eggenberger da publicação OK! também fez uma análise positiva sobre o trabalho, elogiando a forma como foi concebido e considerando que era um regresso esperado.

## Faixas e formatos
A versão single de "You Lost Me" contém apenas uma faixa com duração de quatro minutos e dezanove segundos. Posteriormente, foi lançado um extended play digital com mais duas remisturas a partir do tema original, outra de outro trabalho anterior de Aguilera "Not Myself Tonight", e ainda o vídeo musical. Foi ainda lançado fisicamente na Alemanha com duas músicas; a edição single e mais uma remistura.
| Descarga digital |                             |         |  |
| N.º              | Título                      | Duração |  |
| 1.               | "You Lost Me" (Radio Remix) | 4:19    |  |

| EP digital |                                                      |         |  |
| N.º        | Título                                               | Duração |  |
| 1.         | "You Lost Me" (Radio Remix)                          | 4:19    |  |
| 2.         | "You Lost Me" (Hex Hector/Mac Quayle Mix Radio Edit) | 3:37    |  |
| 3.         | "Not Myself Tonight" (Laidback Luke Radio Edit)      | 3:39    |  |
| 4.         | "You Lost Me" (vídeo musical)                        | 4:25    |  |

| CD single      |                                                      |         |  |
| N.º            | Título                                               | Duração |  |
| 1.             | "You Lost Me" (Radio Remix)                          | 4:19    |  |
| 2.             | "You Lost Me" (Hex Hector/Mac Quayle Mix Radio Edit) | 3:37    |  |
| Duração total: | Duração total:                                       | 7:56    |  |

## Desempenho nas tabelas musicais
A canção falhou em obter um impacto comercial positivo a nível mundial. Nos Estados Unidos, a música debutou a 26 de Junho de 2010 na vigésima posição da Bubbling Under Hot 100 Singles, uma extensão da principal Billboard Hot 100. O seu melhor desempenho foi na Dance/Club Play Songs, onde conseguiu chegar à liderança. Após o lançamento de Bionic, conseguiu estrear no 153.º lugar da UK Singles Chart devido às descargas digitais. Conseguiu ainda ficar entre os vinte singles mais vendidos de alguns países, como Bélgica e Israel. 

### Posições
| Tabela musical (2010)                                     | Melhor posição |
| --------------------------------------------------------- | -------------- |
| Bélgica - Ultratip (Valónia)                              | 10             |
| Eslováquia - IFPI                                         | 78             |
| Estados Unidos - Billboard Bubbling Under Hot 100 Singles | 20             |
| Estados Unidos - Dance/Club Play Songs                    | 1              |
| Estados Unidos - Billboard Adult Contemporary             | 28             |
| Israel - Media Forest                                     | 10             |
| Países Baixos - Mega Single Top 100                       | 91             |
| Reino Unido - UK Singles Chart                            | 153            |
| Tabela musical (2012)                                     | Melhor posição |
| Países Baixos - Mega Single Top 100                       | 79             |

## Créditos
Todo o processo de elaboração da canção atribui os seguintes créditos pessoais:
- Christina Aguilera – vocalista principal, composição;
- Sia Furler - composição, produção vocal adicional;
- Samuel Dixon - composição, produção, gravação, piano, guitarra, baixo;
- Jimmy Hogarth - gravação, guitarra acústica e eléctrica;
- Cameron Craig - gravação;
- Oscar Ramirez - gravação vocal;
- Manny Marroquin - mistura;
  - Christian Plata, Erik Madrid - assistência;
- Oliver Kraus - arranjos e gravação de instrumentos de corda;
- Felix Bloxsom - bateria, percussão.

## Histórico de lançamento
"You Lost Me" foi disponibilizada a 25 de Junho de 2010 em formato digital na iTunes Store de vários países, como a Bélgica, Brasil, Noruega e Portugal. Mais tarde, foi ainda editado um extended play na mesma loja da Apple que continha mais duas remisturas e o vídeo musical. Finalmente, o tema ainda foi comercializado em CD single em países europeus, como a Alemanha.
| País           | Data                  | Formato           | Editora discográfica |
| -------------- | --------------------- | ----------------- | -------------------- |
| Bélgica        | 25 de Junho de 2010   | Descarga digital  | RCA                  |
| Brasil         | 25 de Junho de 2010   | Descarga digital  | RCA                  |
| Espanha        | 25 de Junho de 2010   | Descarga digital  | RCA                  |
| Noruega        | 25 de Junho de 2010   | Descarga digital  | RCA                  |
| Portugal       | 25 de Junho de 2010   | Descarga digital  | RCA                  |
| Suíça          | 25 de Junho de 2010   | Descarga digital  | RCA                  |
| Estados Unidos | 29 de Junho de 2010   | Rádios mainstream | RCA                  |
| Estados Unidos | 6 de Julho de 2010    | Descarga digital  | RCA                  |
| Brasil         | 30 de Julho de 2010   | EP digital        | RCA                  |
| Países Baixos  | 30 de Julho de 2010   | EP digital        | RCA                  |
| Portugal       | 30 de Julho de 2010   | EP digital        | RCA                  |
| Alemanha       | 3 de Setembro de 2010 | CD single         | RCA                  |